# Ingham (Suffolk)
Pour les articles homonymes, voir Ingham.
Ingham est un village et une paroisse civile du Suffolk, en Angleterre.